# Juan María de Salvatierra

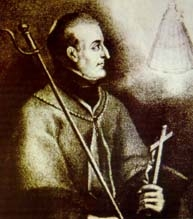
Fr. Salvatierra

Juan María de Salvatierra (15 listopada 1648 Mediolan – 17 lipca 1717 Guadalajara) – katolicki misjonarz działający głównie na terenie obecnej Kalifornii oraz północnych stanów Meksyku. 
Pochodził z rodziny hiszpańskiej (oryginalne nazwisko Salva-Tierra). Urodzony w Mediolanie, studiował w Jezuickim kolegium w Parmie. Po studiach wstąpił do zakonu Jezuitów w Genui i w 1675 wyruszył w imieniu Wicekróla Nowej Hiszpanii na teren obecnego Meksyku. Żył wiele lat wśród tubylczej ludności i założył wiele ośrodków misyjnych. Między innymi założył misję w Loreto, na Półwyspie Kalifornijskim w obecnym meksykańskim stanie Kalifornia Dolna Południowa.